# Bai Faquan
Bai Faquan (Dali, 18 maart 1986) is een triatleet uit China. Hij nam namens zijn vaderland deel aan de Olympische Spelen (2012) in Londen, waar hij eindigde op de 46ste plaats in de eindrangschikking met een tijd van 1:52.26. 
Hij won in 2014 de bronzen medaille bij de Aziatische Spelen in Incheon, Zuid-Korea, achter de Japanners Yuichi Hosoda (goud) en Hirokatsu Tayama (zilver).

## Palmares

### triatlon
- 2015: 166e WK olympische afstand - 37 p